# Schillerstövare
Schillerstövare är en hundras från Sverige, en av fyra stövare. Den har fått sitt namn efter sin skapare, lantbrukare Per Schiller i Stenungsund.

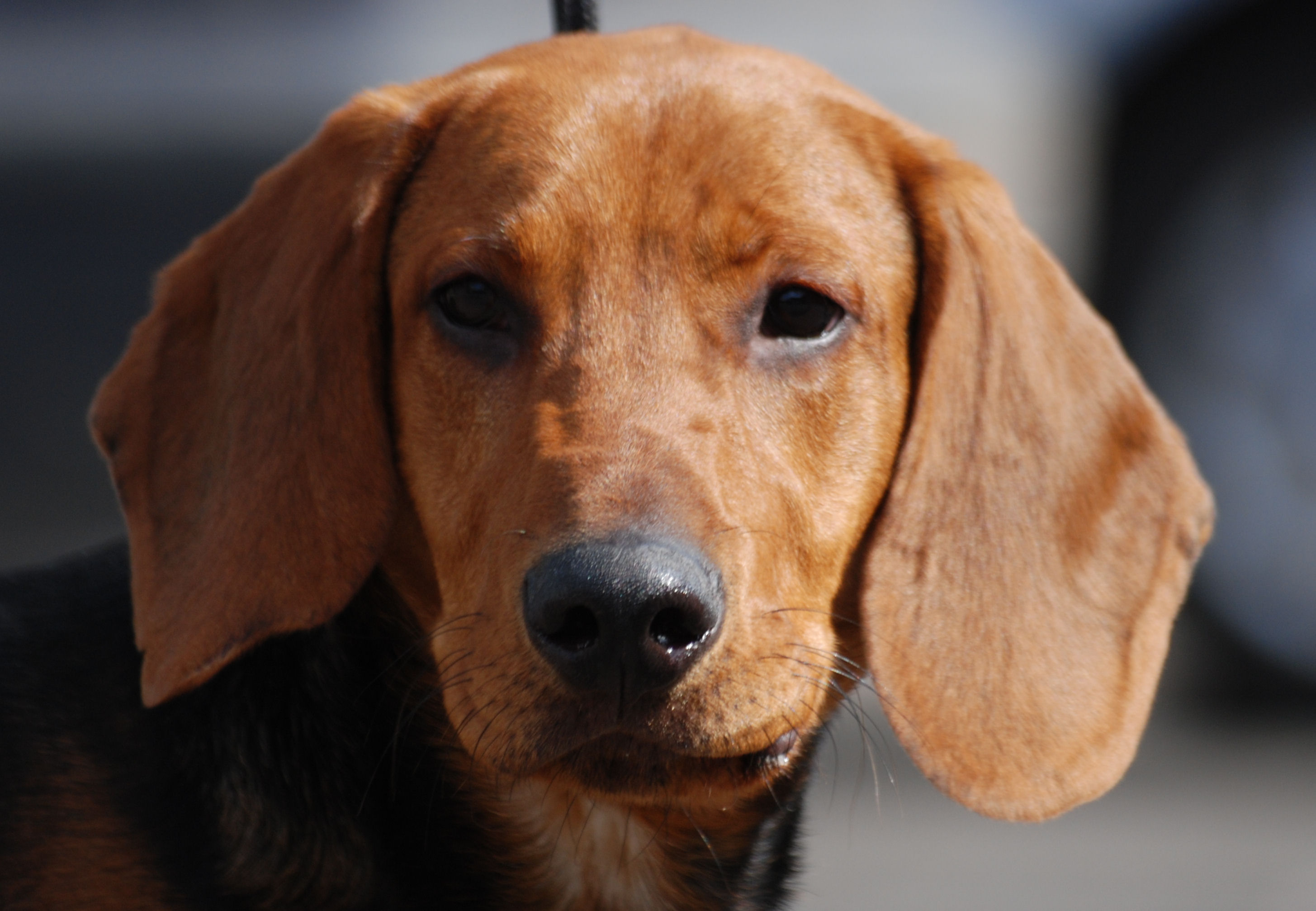

## Historia
På Konungens jaktklubbs hundutställning 1886 visade han två hundar som fick första pris; dessa som kunde ledas tillbaka till Kavlås i Västergötland räknas som rasens stamfar och stammor. Dessa båda hundar var syskon och parades med varandra. De flesta schillerstövare har dem i sin härstamning. I deras härstamning fanns schweiziska stövare och engelsk harrierblod från England med visst inslag från södra Tyskland. Genom målinriktad avel blev rasen snabbt konsoliderad och erkändes som egen ras redan 1907, först av de svenska stövarraserna. Numerärt har den alltid varit ungefär hälften så stor som hamiltonstövaren. Stamboken slöts 1953, men på senare år har rasen gått tillbaka så mycket att man varit tvungen att korsa in srpski gonič och schweiziska stövare för att undvika inavel.

## Egenskaper
Som andra stövare är den en drivande hund som används vid jakt på räv och hare. Rasen är lätt att få rådjursren, det vill säga att den inte driver rådjur eller hjort. Den är livlig i spårarbetet och spårsäker och har ett välljudande drevskall. För att bli champion på utställning måste en schillerstövare ha meriter från jaktprov för drivande hund.

## Utseende
Schillerstövaren är mindre och lättare än hamiltonstövaren, med ett speciellt ädelt huvud med högt ansatta öron. Färgen är brun med svart mantel och med vissa vita tecken.